# Wilhelm Gustloff (person)
 For alternative betydninger, se Wilhelm Gustloff. (Se også artikler, som begynder med Wilhelm Gustloff)
Wilhelm Gustloff (født 30. januar 1895, død 4. februar 1936) var en tysk politiker og leder af NSDAPs udlandsafdeling i Schweiz.
Gustloff var ansvarlig for distributionen af antisemitiske hetzskrifter, herunder de berygtede Zions Vises Protokoller. Den antisemitiske holdning kostede ham livet d. 4. februar 1936 , da en jødisk student David Frankfurter skød ham. Til stede under begravelsen var Adolf Hitler, Joseph Goebbels og mange medlemmer af Hitlerjugend.
En våbenfabrik blev opkaldt til ære for ham under 2. verdenskrig.
Det tyske krydstogtskib Wilhelm Gustloff fik navn efter ham. Skibet skulle have heddet "Adolf Hitler", men Hitler ændrede beslutningen. I 1945 transporterede skibet tyske soldater og andre flygtninge fra Østpreussen og blev torpederet af en sovjetisk ubåd. Mange tusinde mistede livet.